# 歳月風雲
『歳月風雲』（繁体字: 歲月風雲、英語題：The Drive of Life）は、香港の無綫電視（TVB）が2007年に制作・放映したテレビドラマ。日本未公開。全60回。
香港の中国への返還10周年を記念して、中国中央電視台と共同で製作されたドラマで、中国の自動車メーカーの設立から現在に至るまでの10年ほどの出来事を描いた。出演者の殆どが香港の俳優だが、一部中国の俳優も出演している。

## 主なキャスト
- 劉松仁（華文翰）
- 黃淑儀（許湛恩）
- 宣萱（華清瑜）
- 林峯（華振邦）
- 苗僑偉（華文碩）
- 劉江（汪政國）
- 許紹雄（危令泰）
- 吳卓羲（冼介強）
- 佘詩曼（榮秀風）
- 李國麟（方耀忠 ）
- 胡杏兒（方秉怡）

## 主題歌

### オープニングテーマ
「歲月風雲」
作詞 - 張美賢、作曲・編曲 - ジョセフ・クー（顧嘉煇）、歌 - 李克勤・周傳雄

## スタッフ
- 編劇：羅宗耀、孫浩浩、周燕嫻、張應偉、馮靜雯、劉芷韻、黃洋達、張宗齊、徐樂思、黃秉怡、招美兒、李梓樅
- 脚本：歐冠英
- 監督：蔡晶盛、文偉鴻、蘇萬聰、黃國輝、鍾國強
- 製作：梁家樹、潘嘉德

| 無綫電視系 月曜〜金曜21:30枠              | 無綫電視系 月曜〜金曜21:30枠               | 無綫電視系 月曜〜金曜21:30枠                                              |
| 前番組                                    | 番組名                                     | 次番組                                                                    |
| ----------------------------------------- | ------------------------------------------ | ------------------------------------------------------------------------- |
| 學警出更 （2007年6月4日 - 2007年7月13日） | 歳月風雲 （2007年7月16日 - 2007年10月5日） | 通天幹探（The Ultimate Crime Fighter） （2007年10月8日 - 2007年11月24日） |